# Pauline Warnier
Pour les articles homonymes, voir Warnier.
Pauline Warnier est une violoncelliste et musicologue française. Elle est la cofondatrice et directrice artistique de la Compagnie Lyrique Les Monts du Reuil et artiste en résidence à l'opéra de Reims.

## Biographie
Née en 1971, Pauline Warnier commence ses études de violoncelle à La Haye avec Norbert Zaubermann et Ageet Zweistra.
À son retour en France, après avoir étudié au Conservatoire national de région de Rouen, elle continue sa formation au Conservatoire national de Musique de Paris avec Christophe Coin.
Elle joue dans différents orchestres et rejoint en 2000 l' Ensemble Matheus. Avec l'Ensemble, elle enregistre beaucoup de pièces où elle est le violoncelle de continuo. Le Monde de la musique (2003) dit que c'est « un continuo de braise » et Diapason (2004) dit que « Tout au long des récitatifs, le continuo est inventif et ponctue de façon très dramatique et sensible le livret ». En 2007, elle crée la compagnie lyrique Les Monts du Reuil , avec la claveciniste Hélène Clerc-Murgier. Pour  l'ensemble, elle prépare les partitions modernes des opéras ou des spectacles musicaux, notamment : Cendrillon de Jean-Louis Laruette (2011), Le Soldat magicien, de Philidor.
Elle est professeur de violoncelle baroque au conservatoire de Reims et se produit dans de nombreux festivals.

## Publications

### Discographie
- Quintettes de George Onslow, Disques Pierre Verany, Paris, 2003.
- Amour, bannis ma crainte avec Jeanne Zaepffel, label Aparté, 2022[6].

### Partitions
- Le jeune sage et le vieux fou, Étienne Nicolas Méhul et Benoit Hoffman - Opéra Comique en 1 acte. Éditions Buissonnières – Restitution: Les Monts du Reuil, Pauline Warnier, Hélène Clerc-Murgier, Pierre Daubigny,  (ISBN 978 2 84926 333 4), Réf EB-2-333